# Prima (hudba)
Prima (z lat. primus – první) je hudební interval vyjadřující vzdálenost mezi dvěma stejně vysokými tóny, tzn. tóny, které mají shodné frekvence. Prakticky jde tedy o nulovou vzdálenost. V diatonické stupnici je prima prvním hudebním intervalem, zároveň nejjednodušším a nejkonsonantnějším.
Souzvuk stejně vysokých tónů je označován také jako unisono, doslovným překladem „jednohlasně“. I když hrají dva různé nástroje unisono, můžeme je od sebe sluchem rozlišit, protože mají různé barvy tónu.